# 瑪姬·葛倫霍
玛格丽特·露丝·“玛吉”·吉伦哈尔（1977年11月16日—）是美国女演员和导演。做为吉伦哈尔家族的一员，她是导演史蒂芬·吉伦哈尔和剧作家妮奥美·芳娜·吉伦哈尔之女，也是男演员杰克·吉林哈尔的姐姐。
她首次亮相大银幕就是在父亲的电影中，之后在2001年的独立制作邪典电影《死亡幻觉》中出演配角而开始获得认同。2002年的虐恋爱情片《秘书》是吉伦哈尔取得突破的作品，她因此赢得了评价界的好评和金球奖提名。
吉伦哈尔出演过多种类型的电影，包括2006年为她再次赢得金球奖提名的《雪莉宝贝》，爱情喜剧片《相信男人》，还有多部大成本电影，如《世贸中心》和《黑暗騎士》。她还因在2009年的音乐剧情片《疯狂的心》中出演而获得奥斯卡最佳女配角奖提名。此外，吉伦哈尔还出演过舞台剧和多部电视电影，如2000年的《偷心》和2004年的《搜身》。
吉伦哈尔自2002年起与彼得·萨斯加德交往，两人于2006年订婚，他们的女儿雷蒙娜也在2006年10月3日出世。2009年5月2日，两人在意大利成婚，他们的次女格洛丽亚·雷于2012年4月9日降生。吉伦哈尔是位政治上很积极的民主党人，并且与双亲和弟弟一样都是美国公民自由联盟的支持者。2003年美国对伊拉克开战前，她参与了反战游行。她还积极参与人权、公民自由、消除贫困和父母触发事务。

## 早年生活
吉伦哈尔生于纽约，是电影导演史蒂芬·吉伦哈尔和电影制片人兼剧作家妮奥美·芳娜·吉伦哈尔的女儿，母亲的娘家姓是阿克斯（Achs）。她的弟弟杰克·吉伦哈尔也是一位演员，父亲有瑞典和英国血统，是瑞典贵族吉伦哈尔家族成员。高祖父安德斯·伦纳德·吉伦哈尔（Anders Leonard Gyllenhaal）是她的最后一位瑞典本土祖先，后者又是瑞典军官兼昆虫学家伦纳德·吉伦哈尔（Leonard Gyllenhaal）的后人。母亲生于纽约市，来自从俄罗斯和立陶宛移民的犹太人家庭。母亲之前曾与历史学家，哥伦比亚大学历史学教授埃里克·方纳（Eric Foner）结过婚。吉伦哈尔曾表示自己“从文化上总地来说是在犹太环境中长大的”，不过她并没有进入希伯莱文学校就读。她的父母于1977年结婚，2008年10月提出离婚。玛吉·吉伦哈尔出生证明上的名字是玛戈里特（Margolit），但她一直到2013年正式更名为玛吉（Maggie）时才发现这点。
吉伦哈尔在洛杉矶长大，并进入哈佛西湖预科学校就读。1995年，她从哈佛西湖学校毕业后前往纽约就读哥伦比亚大学，学习文学和东方宗教专业，并于1999毕业，获得文学士学位。之后她进入伦敦皇家戏剧艺术学院学习，暑期在马萨诸塞州的一家餐馆打工做女招待。

## 事业

### 早期作品
吉伦哈尔最早在大银幕上亮相的作品——如1992年的电影处女作《水之乡》（Waterland）、1993年的《危险的情人》（A Dangerous Woman）和1998年的《王牌追杀令》（Homegrown）——都是自己父亲执导的，其中后两部还有弟弟杰克出镜，两人扮演片中起陪衬作用的儿童角色。两姐弟还和母亲一起出现在两期意大利美食节目《莫尔托·马里奥》（Molto Mario）中，该节目有在美国的美食频道播出。大学毕业后，她在《疯狂的塞西尔》（Cecil B. Demented）和《与男孩同车》（Riding in Cars with Boys）等电影中出演配角，并因2001年的独立制作邪典电影《死亡幻觉》成名，该片由杰克·吉伦哈尔出演，她在片中饰演的角色正好也是杰克角色的姐姐。
吉伦哈尔的舞台剧处女作是派崔克·马柏（Patrick Marber）的《偷心》（Closer），由伯克利话剧团制作，这次演出为她赢得了好评。制作于2000年5月开始，同年7月中旬结束。她还出演了其他多部舞台剧，包括《暴风雨》、《安东尼和克娄帕特拉》（Antony and Cleopatra）、《蝴蝶计划》（The Butterfly Project）和《无处逃生》（No Exit）。

### 2002至2005年

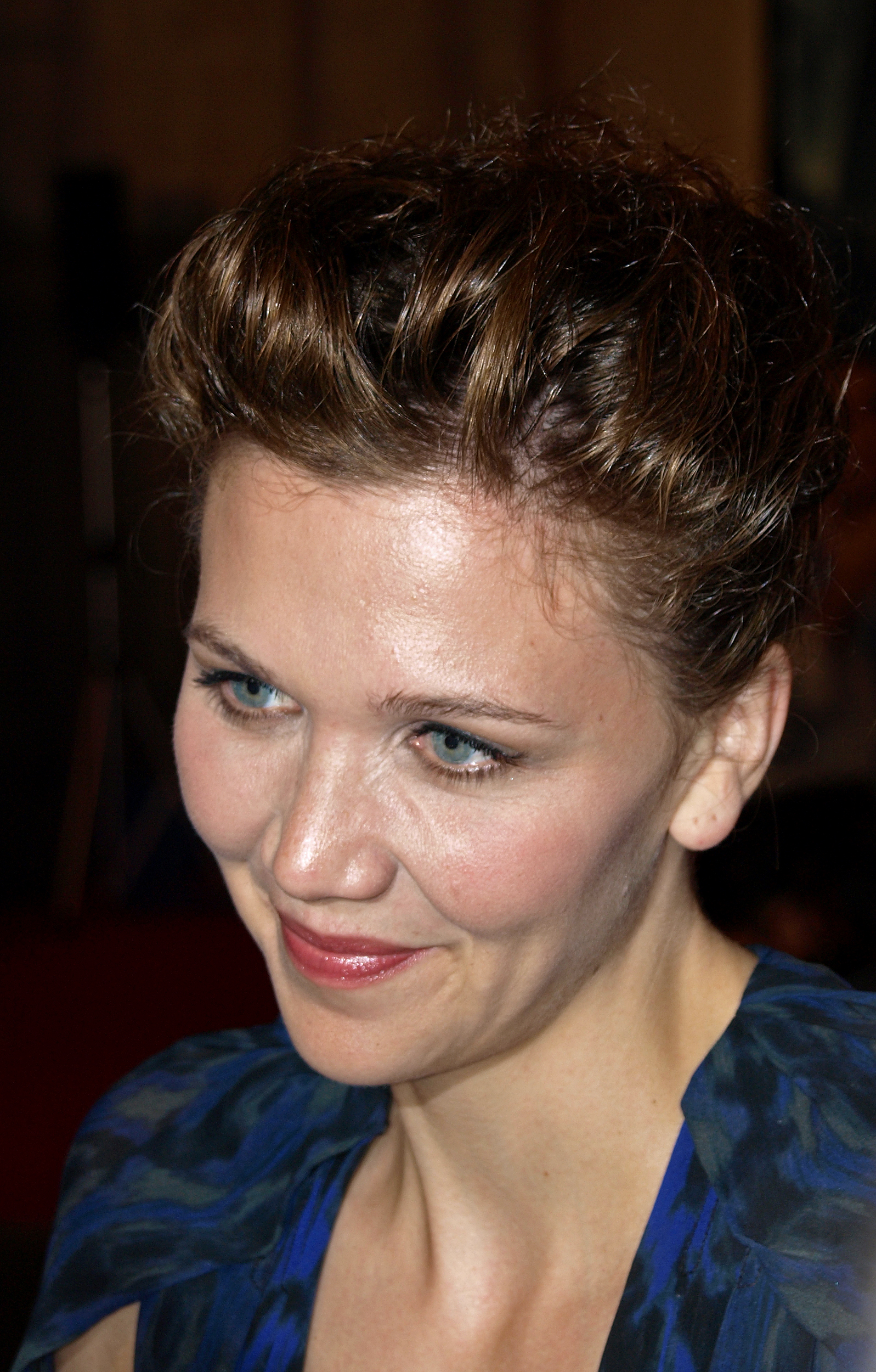
2008年，吉伦哈尔出席巴塞罗那举行的一场活动

2002年的黑色爱情片《秘书》（Secretary）给吉伦哈尔带来了事业上的突破，影片讲述的是两人互相为对方实现生活方式的故事。《纽约时报》影评人斯蒂芬·霍尔登（Stephen Holden）指出：“玛吉·吉伦哈尔给李一角注入了内敛、精致而甜蜜的特性，她应该会成为明星。”《旧金山纪事报》的米克·拉萨尔（Mick LaSalle）写道：“玛吉·吉伦哈尔饰演的这个有自我毁灭倾向的秘书高深莫测，而且时时会激发出观众的同情。”。影片获得了总体较为正面的评价，吉伦哈尔的表演为她赢得了国家评论协会的女演员最具突破性演出奖和第一个金球奖提名以及独立精神奖提名。《秘书》也是吉伦哈尔第一次在电影中正面全裸，虽然对其剧本留下了深刻印象，但她起初对出演存有顾虑，觉得其中会传达出一种反女权主义思潮，但经过与导演史蒂芬·西恩博格（Steven Shainberg）细致探讨后最终同意加盟。吉伦哈尔表示西恩博格并没有利用她，不过影片开拍时自己的确感觉有些害怕。她也对导演给予了高度评价，称要是换一个人来执导，哪怕在能力上只比西恩博格差一点点，这也会变成一部非常怪异的电影。从此以后，她对探讨这个角色抱有戒心，表示不希望自己的工作渗透到生活中。
接下来，她在2002年的喜剧剧情片《改编剧本》中出演一个配角，该片讲述了剧作家查理·卡夫曼努力试图将一本名为《兰花窃贼》（The Orchid Thief）的小说改编成电影的故事。接下来她与山姆·洛克威尔、德鲁·巴里摩尔、乔治·克鲁尼和朱莉娅·罗伯茨合作出演了《危险思想的自白》（Confessions of a Dangerous Mind），该片的全球票房达到3300万美元。同年她还在喜剧片《禁欲40天》（40 Days and 40 Nights）中出演了一个小角色。
2003年，她在朱莉娅·罗伯茨主演的《蒙娜丽莎的微笑》中出演吉赛尔·利维（Giselle Levy）一角。一次接受《每日电讯报》采访时，她透露自己之所以接演这个角色是希望“可以诠释一位对自己的性感和美丽感到自信的女性”。该片所获评价不佳，《洛杉矶时报》的马诺拉·达吉斯（Manohla Dargis）批评影片“自鸣得意，原型毕露”。吉伦哈尔接下来出演了两部独立电影。一部是2003年的《育婴房》（Casa de los Babys），讲述了六位美国女性迫不及待地想要在某个南美洲国家领养孩子的故事；另一部是与约翰·C·赖利和迭戈·鲁纳合作出演的2004年电影《罪犯》（Criminal），是阿根廷影片《九个皇后》（Nine Queens）的翻拍，她饰演的是一位诚实的酒店经理，被迫帮自己吸毒的哥哥去勾引他的受害人。到了2004年，吉伦哈尔获邀加入美国电影艺术与科学学院。这年她还主演了的电视电影《搜身》（Strip Search），饰演一位在中国求学的美国学生，遭到涉嫌恐怖主义的指控。
2004年，吉伦哈尔还回归舞台，参加了托尼·库什纳的洛杉矶版《鸿勃笛/喀布尔》（Homebody/ Kabul）演出，她诠释的是鸿勃笛的女儿普丽西拉（Priscilla），出场大部分时间里都是在阿富汗喀布尔寻找自己的母亲。库什纳是看到吉伦哈尔在《偷心》中的演出后决定让她出演这个角色。《纽约时报》的本·布兰特利（Ben Brantley）称赞她的表演给角色和剧目标题之间建立起了不可或缺的桥梁。《纽约观察家》（The New York Observer）的约翰·海尔佩恩（John Heilpern）也认为吉伦哈尔的表演“让人信服”。2004年至2005年，她入选了《美信》杂志评选的“百大性感女性名单”。
吉伦哈尔出演的下一部电影是2005年的喜剧剧情片《幸福结局》（Happy Endings），她扮演的是一位歌手，试图勾引一位年轻的同性恋音乐家（杰森·雷特）和他有钱的父亲（汤姆·阿诺德）。她为影片亲自献唱，录制了多首歌曲，称这是自己演过“最强悍，最可怕的”角色，还补充表示自己在银幕上献唱时比表演更加自然。影片所获评价褒贬不一，《娱乐周刊》的丽莎·施瓦兹包恩（Lisa Schwarzbaum）认为吉伦哈尔所表现出的美妙且自然慵懒的性感有些做作。

### 2006至2009年

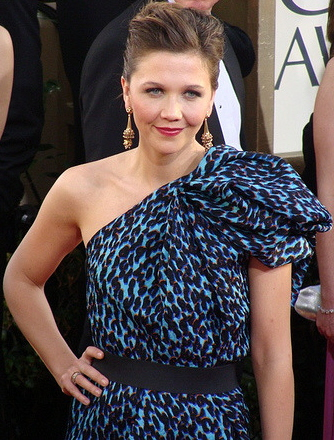
2009年1月11日，吉伦哈尔出席第66届金球奖颁奖典礼

除《幸福结局》外，她还出演了多部2006年的电影，如《相信男人》、《奇幻人生》、《怪兽屋》、《世贸中心》和《雪莉宝贝》。其中《相信男人》由吉伦哈尔和朱丽安·摩尔、大卫·杜楚尼以及比利·克鲁德普（Billy Crudup）共同出演，她饰演与克鲁德普的角色托比（Tobey）交往了七年的伊莱恩（Elaine），开始感觉是时候安顿下来成家了。这部电影无论是商业还是评论两方面都不成功，不过《首映》杂志的伊森·阿尔特（Ethan Alter）觉得吉伦哈尔和克鲁德普的表演远比其他演员要轻松自然，他认为这“可能是因为他们都已经多次出演过这类角色”。吉伦哈尔在《奇幻人生》中饰演的是威尔·法瑞尔角色的心上人，演出获得了影评人的好评，福克斯新闻的麦克·斯特拉卡（Mike Straka）称赞这是她在电影中最性感的一次演出，并且无疑可以让她获得更多出演一流制作影片的机会，而不再需要接演独立制作。吉伦哈尔在计算机动画恐怖电影《怪兽屋》中为伊丽莎白（Elizabeth）配音，还在奥利佛·斯通执导，以九一一袭击事件为背景的大制作影片《世贸中心》中诠释港务局官员威尔·吉米诺（Will Jimeno）的妻子艾莉森·吉米诺（Allison Jimeno）。她表示《世贸中心》是所接演电影中最让自己感到愉快的其中一部，该片获得了商业的评论上的成功，全球票房超过1.62亿美元。
吉伦哈尔在《雪莉宝贝》中出演一位年轻但吸毒成瘾的窃贼，出狱后试图重整旗鼓，希望能获得女儿的谅解。她在为电影作宣传期间表示，扮演这样一个矛盾、天真而痛苦的角色让她也感觉到了那种痛苦。她在片中的表演赢得了良好的评价，美联社的大卫·格尔曼（David Germain）称“吉伦哈尔如此深刻和丰富地人性化了这个角色......雪莉即便是在最黑暗、最脆弱的时刻也能引发（观众的）共鸣”；《综艺》杂志的丹尼斯·哈维（Dennis Harvey）称赞她的表演“混然天成”，吉伦哈尔也因此再度获得金球奖提名，并在2006年斯德哥尔摩电影节上赢得最佳女演员奖。

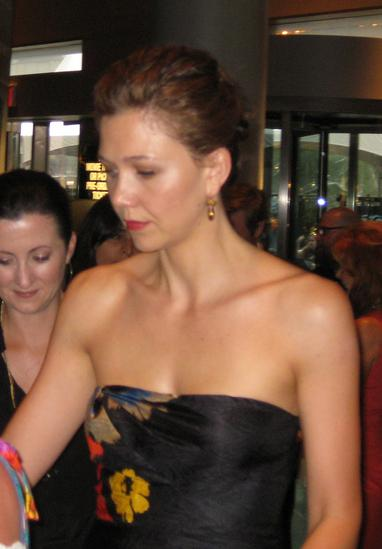
2008年7月14日，吉伦哈尔出席《黑暗騎士》的首映式。

接下来，吉伦哈尔出演了2008年的《黑暗騎士》，该片是2005年电影《蝙蝠侠：侠影之谜》的续集，她取代凯蒂·霍尔姆斯饰演助理地区检察官蕾切尔·道斯（Rachel Dawes）。吉伦哈尔承认自己的角色在一定程度上属于老套的“落难女子”类型，但她也表示，导演克里斯托弗·诺兰已经设法令这个角色更加饱满，所以“蕾切尔的确清楚地知道对于自己来说最重要的是什么，她也不愿意在道德上作出妥协”，与她过去诠释的许多矛盾角色相比，这是“一次不错的改变”。《黑暗騎士》无论是在商业还是评价上都大获成功，创下了北美上映首周的票房新纪录，全球进账超过10亿美元，如果不考虑通货膨胀因素，截止2014年2月止，这个成绩仍然可以在历史上所有的电影中排到第17位，也是吉伦哈尔出演过的电影中商业上最成功的。网站的斯蒂芬妮·扎克拉克（Stephanie Zacharek）形容吉伦哈尔的角色是“穿着斯坦威克风格斜裁礼服的一块坚强的小糖饼”，并表示“当她出现在银幕上时，整部电影给人的感觉也更灵巧、更柔顺”。网站影评人托德·吉尔克里斯特（Todd Gilchrist）写道：“吉伦哈尔给蕾切尔·道斯增加了真正的深度和能量”。
2009年，吉伦哈尔在经典舞台公司制作的外百老汇版安东·帕夫洛维奇·契诃夫舞台剧《万尼亚舅舅》（Uncle Vanya）中出演叶莲娜（Yelena）一角，参加演出的还包括彼得·萨斯加德、麦米·古默（Mamie Gummer）、丹尼斯·欧哈拉（Denis O'Hare）和乔治·莫法根（George Morfogen）。这一版本由奥斯汀·潘德尔顿（Austin Pendleton）导演，只进行了限量放映，1月17日开始预演，3月1日结束演出。纽约《每日新闻》的乔·迪兹米阿诺维奇（Joe Dziemianowicz）对吉伦哈尔的表现评价一般，觉得她的表演单调、呆板，有太多《雪莉宝贝》的影子。不过，《哈特福德新闻报》（Hartford Courant）的马尔科姆·约翰逊（Malcolm Johnson）给出了正面评价，称她的角色表现最终像花朵般盛开。
吉伦哈尔与男演员约翰·卡拉辛斯基合作出演了导演萨姆·门德斯的喜剧片《为子搬迁》（Away We Go），该片于2009年上映，她饰演一位放荡不羁的大学教授，是卡拉辛斯基角色的老朋友。影片所获评价褒贬不一，《娱乐周刊》的欧文·格雷伯曼（Owen Gleiberman）形容吉伦哈尔角色的次要情节有些“喧宾夺主”。不过《纽约时报》的·斯科特（A. O. Scott）称赞她与另一位女演员艾莉森·珍妮（Allison Janney）的表演“都很有趣”，认为吉伦哈尔在片中有关“海马社区”性别角色的台词是剧本中最讽刺的段落。她的下一部作品是音乐剧情片《疯狂的心》，扮演记者让·克拉多克（Jean Craddock），与杰夫·布里吉斯演对手戏。该片获得了良好的评价，《滚石》的彼得·特拉维斯（Peter Travers）称赞吉伦哈尔饰演的克拉多克一角“风趣、感人而且重要”，把这个本来平淡无奇的角色演绎出了坚韧的智慧和情感。为此她赢得了自己的第一座奥斯卡金像奖提名：第82届奥斯卡金像奖女配角奖。

### 2010至2020年
2010年，吉伦哈尔出演了《魔法保姆麦克菲2》（Nanny McPhee and the Big Bang），该片是2005年电影《魔法保姆麦克菲》（Nanny McPhee）的续集，这个角色需要她以英国口音演出。影片所获评价褒贬不一但总体偏向正面，全球票房达到9325万美元。她还在公共电视网电视纪录片系列节目《独立镜头》（Independent Lens）中担任主持人。
吉伦哈尔出演的下一部电影是2011年上映的《歇斯底里》（Hysteria），这部独立制作影片取材于女性自慰震动棒的发明，所获评价一般。
2011年2月，吉伦哈尔出演了另一部安东·帕夫洛维奇·契诃夫的舞台剧《三姐妹》，同样由奥斯汀·潘德尔顿导演，经典舞台公司制作，她扮演的是玛莎（Masha）一角。彭博新闻社的杰里米·杰勒德（Jeremy Gerard）将该剧概括为三姐妹“情场上的失意”以及“对返回莫斯科的渴望”。节目于1月12日开始预演，并限量上演至3月6日。
吉伦哈尔还在2012年的电影《永不退缩》（Won't Back Down）中饰演了一位参与父母触发而接管自己孩子所念学校的母亲，并在2013年的动作惊悚片《惊天危机》中诠释一位美国特勤局探员。

### 2021年后
2021年，吉伦哈尔首次执导了心理剧《暗处的女儿》，同时担任制片人和编剧。该片受到好评，并在第78屆威尼斯影展上首映，吉伦哈尔获得最佳剧本奖。在2021年哥譚獨立電影獎三该片获得四个奖项，包括最佳影片和突破导演。在第79届金球奖上，吉伦哈尔获得最佳导演的提名。
2024年，吉伦哈尔執導了她的第二部電影《科學怪人的新娘》，克里斯汀·貝爾在片中飾演科學怪人。

## 个人生活

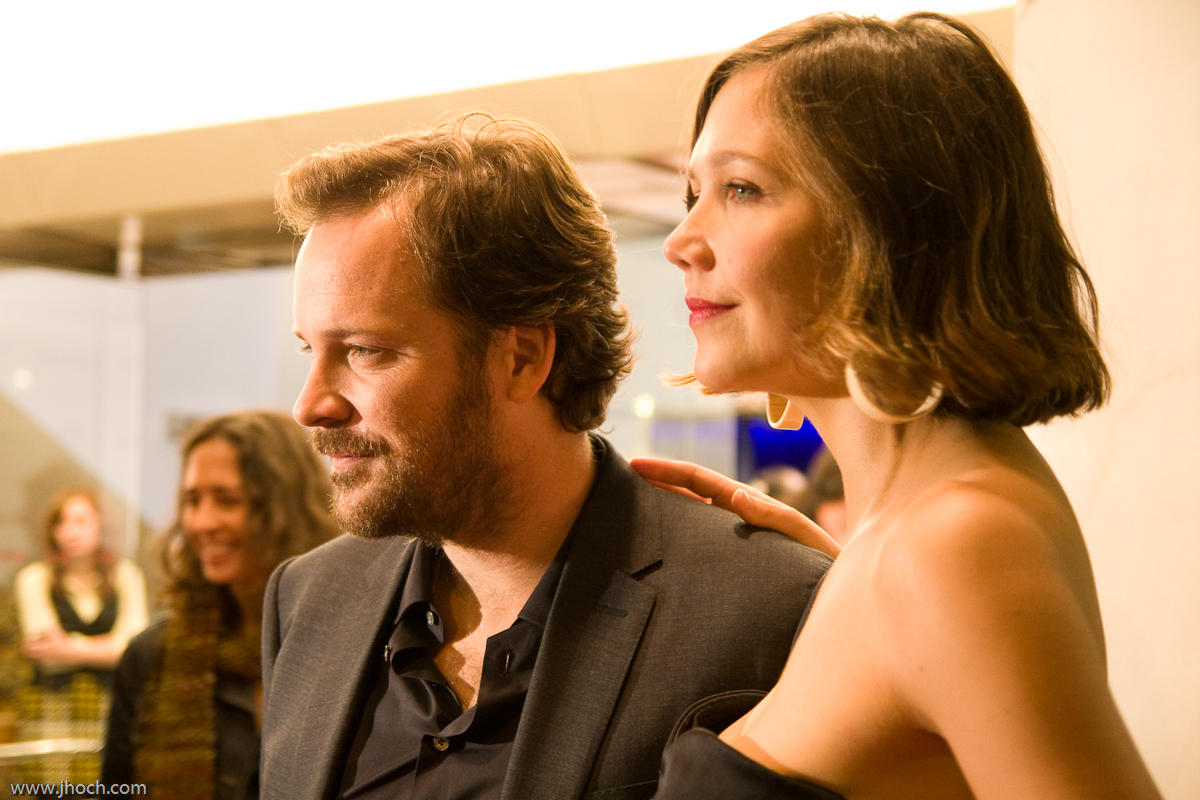
2009年10月，彼得·萨斯加德和吉伦哈尔出席《成长教育》在纽约举行的首映式。

吉伦哈尔从2002年起就开始与男演员彼得·萨斯加德交往，后者是她弟弟杰克的好友。两人的婚约于2006年4月宣布，并于2009年5月2日在意大利布林迪西的一个小教堂成婚。两人的长女雷蒙娜于2006年10月3日诞生，二女儿格洛丽亚·雷于2012年4月19日出世。一家人在纽约市的布鲁克林区生活。

## 政治立场
吉伦哈尔积极参与政治。她在2002年举行的第18届独立精神奖颁奖典礼上发言表示反对伊拉克战争，称这场战争的目的是“石油和帝国主义”。2005年，她针对九一一袭击事件表示，应该就此为机遇，勇于对美国在世界上的作用提出一些严肃的质疑，无论是个人还是国家，对于自己是否有意或无意地促成这一事件扪心自问永远都是有意义的。这样的话引来了一些争议。吉伦哈尔还参与了罗伯特·格林沃德（Robert Greenwald）发起的“艺术家团结起来不战而胜”（Artists United to Win Without War）运动，其目标是推进进步因素，为反对伊拉克战争代言。她和弟弟杰克一起为摇滚投票拍摄了一支广告，并探访南加州大学校园，鼓励学生在2004年美国总统选举中踊跃投票，她在这场选举中支持民主党候选人约翰·克里。2008年美国总统选举时，她支持的同样是民主党候选人贝拉克·奥巴马。她还曾为美国公民自由联盟这个全家都强烈支持的组织进行宣传。
2013年6月，吉伦哈尔与多位艺人一起出现在一段支持切爾西·曼寧的视频中。

## 慈善事业
除了表演外，吉伦哈尔还是、锐步和大内密探的代言模特儿，并为希薇亞·普拉斯的小说《钟罩》录制了第一本未删节版本的有声书。吉伦哈尔还是非营利性组织证人的支持者，该组织利用视频和网络技术曝光侵犯人权的事件。2007年11月，她与创始人彼得·蓋布瑞爾一起主持了一场公益晚宴。吉伦哈尔还帮助非营利性组织筹款，该组织旨在帮助贫困人士创立微型企业。作为募捐人之一，她帮助设计和宣传了一款售价100美元的项链，所有销售收益都将进入慈善机构。2008年10月，她在洛杉矶主持了一场由和推出，名为“天然时尚”（"Fashionably Natural"）的时装秀活动，其中主要展出了四位崭露头角设计师的作品，完全由天然或环保的面料和材料制作。

## 影视作品
| 年份 | 片名                | 角色                  | 注释 |
| ---- | ------------------- | --------------------- | --- |
| 1992 | 《水之乡》          | 玛吉·露丝（Maggie Ruth）         | |
| 1993 | 《危险的情人》      | 佩茜（Patsy）              | |
| 1998 | 《王牌追杀令》      | 克里斯蒂娜（Christina）        | |
| 2000 | 《摄影师》（The Photographer）      | 米拉（Mira）              | |
| 2000 | 《疯狂的塞西尔》    | 雷文（Raven）              | |
| 2001 | 《与男孩同车》      | 阿米莉亚·弗洛斯特（Amelia Forrester） | |
| 2001 | 《死亡幻觉》        | 伊丽莎白·达尔科（Elizabeth Darko）   | |
| 2002 | 《危险思想的自白》  | 黛比（Debbie）              | 芝加哥影评人协会最有前途演员 |
| 2002 | 《改编剧本》        | 卡罗琳·康宁汉（Caroline Cunningham）     | 芝加哥影评人协会最有前途演员 |
| 2002 | 《禁欲40天》        | 山姆（Sam）              | |
| 2002 | 《秘书》            | 李·霍洛威（Lee Holloway）         | - 波士顿影评人协会最佳女演员 - 中俄亥俄影评人协会最佳女演员 - 芝加哥影评人协会最有前途演员 - 波图国际电影节最佳女演员 - 佛罗里达影评人协会宝琳·凯尔突破奖 - 哥谭奖最具突破艺术家 - 国家评论协会最具突破女演员 - 在线影评人协会最具突破表演 - 巴黎电影节最佳女演员奖 - 提名—克罗鲁迪斯奖最佳女演员 - 提名—帝国奖最佳女演员 - 提名—金球奖最佳音乐及喜剧类电影女主角 - 提名—独立精神奖最佳女主角 - 提名—MTV电影奖最具突破表演 - 提名—国家影评人协会最佳女演员（第2名） - 提名—在线影评人协会最佳女演员 - 提名—凤凰城影评人协会最佳女演员 - 提名—凤凰城影评人协会最佳新人 - 提名—圣地牙哥影评人协会最佳女演员（第2名） - 提名—卫星奖最佳女演员（音乐剧/喜剧类） - 提名—多伦多影评人协会最佳女演员 - 提名—温哥华影评人协会最佳女演员 - 提名—华盛顿特区影评人协会最佳女演员（第2名） |
| 2003 | 《蒙娜丽莎的微笑》  | 吉赛尔·利维           | |
| 2003 | 《育婴房》          | 珍妮弗（Jennifer）            | |
| 2004 | 《罪犯》            | 瓦莱丽（Valerie）            | |
| 2005 | 《巨大的惊喜》（The Great New Wonderful）  | 艾米（Emme）              | |
| 2005 | 《幸福结局》        | 裘德（Jude）              | 提名—独立精神奖最佳女配角 |
| 2006 | 《奇幻人生》        | 安娜·帕斯卡尔（Ana Pascal）     | 提名—土星奖最佳女演员 |
| 2006 | 《相信男人》        | 伊莱恩                | |
| 2006 | 《雪莉宝贝》        | 雪莉·斯旺森（Sherry Swanson）       | - 卡罗维发利电影节最佳女演员 - 米兰国际电影节最佳女演员 - 棱镜奖最佳长片电影表演 - 斯德哥尔摩电影节最佳女演员 - 提名—芝加哥影评人协会奖最佳女主角 - 提名—金球奖剧情类电影最佳女主角 - 提名—伦敦影评人协会年度女演员 - 提名—卫星奖最佳女演员（正剧电影类） |
| 2006 | 《巴黎，我爱你》    | 丽兹（Liz）              | 只在其中一个段落出场 |
| 2006 | 《世贸中心》        | 艾莉森·吉米诺         | |
| 2006 | 《怪兽屋》          | 伊丽莎白              | 配音/动作捕捉 提名—安妮奖最佳动画电影配乐表演 |
| 2007 | 《大瀑布》（High Falls）      | 阿普尔（April）            | 短片 |
| 2008 | 《黑暗騎士》        | 蕾切尔·道斯           | - 中俄亥俄影评人协会最佳群体演出奖 - 人民选择奖最受欢迎演员 - 提名—广播影评人协会最佳群体演出奖 - 提名—土星奖最佳女演员 |
| 2009 | 《为子搬迁》        | 爱伦（Ellen "LN"）              | |
| 2009 | 《疯狂的心》        | 让·克拉多克           | - 棱镜奖最佳长片电影表演 - 提名—奥斯卡最佳女配角奖 - 提名—达拉斯沃思堡影评人协会最佳女配角 |
| 2010 | 《魔法保姆麦克菲2》 | 伊莎贝尔·格林（Isabel Green）     | |
| 2011 | 《》                | 夏洛特·达尔林普尔（Charlotte Dalrymple） | |
| 2012 | 《永不退缩》        | 杰米（Jamie）              | |
| 2013 | 《惊天危机》        | 卡罗尔·芬纳蒂（Carol Finnerty）     | |
| 2014 | 《弗兰克》（Frank）      | 克拉拉（Clara）            | 提名—英国独立电影奖最佳女配角 |

| 年份 | 片名                                     | 角色              | 注释 |
| ---- | ---------------------------------------- | ----------------- | --- |
| 1996 | 《破碎的心》（Shattered Mind）                         | 服装店员          | 电视电影 |
| 1998 | 《说谎者的守护神》（The Patron Saint of Liars）                   | 洛林·托马斯（Lorraine Thomas）   | 电视电影 |
| 1999 | 《复活》（Resurrection）                             | 玛丽（Mary）          | 电视电影 |
| 1999 | 《摇，摇铃和轧棍：一个美国爱情故事》（Shake, Rattle, and Roll: An American Love Story） | 诺琳·比克斯勒（Noreen Bixler） | 电视电影 |
| 2004 | 《搜身》                                 | 琳达·赛克斯（Linda Sykes）   | 电视电影 |
| 2012 | 《探索频道之“好奇”》（Discovery's "Curiosity"）                 | 主持人            | 纪录片，出演1集 |
| 2012 | 《纠正》（The Corrections）                             | 丹妮斯（Denise）        | 电视电影 |
| 2014 | 《荣耀之女》（The Honourable Woman）                         | 奈莎·斯坦（Nessa Stein）     | 电视迷你剧集 - 金球奖最佳迷你剧或电视电影女主角 - 提名—黄金时段艾美奖有限剧集或电视电影类最佳女主角 - 提名—卫星奖迷你剧集或电视电影类最佳女主角 - 提名—美国演员工会奖迷你剧集或电视电影类最佳女主角 - 提名—评论家选择电视奖电视电影或有限剧集类最佳女主角 |

## 扩展阅读
- Berkshire, Geoff. . Chicago Metromix. 2008-07-13  [2012-03-08]. （原始内容存档于2012-03-08）.
- Blanks, Tim. . Interview Magazine. 2008-11-17  [2014-02-26]. （原始内容存档于2013-09-20）.
- Brinton, Jessica. . The Times. 2008-07-20  [2011-08-11]. （原始内容存档于2011-08-11）.
- DiLiberto, Rebecca. . The Boston Globe. 2008-07-22  [2014-02-26]. （原始内容存档于2013-09-20）.
- Fischer, Paul. . Femail.   [2014-02-26]. （原始内容存档于2013-09-17）.
- Freydkin, Donna. . USA Today. 2008-07-13  [2014-02-26]. （原始内容存档于2013-12-24）.
- Freydkin, Donna. . USA Today. 2010-01-03  [2014-02-26]. （原始内容存档于2013-12-24）.
- Head, Steve. . IGN Movies. 2005-01-03  [2014-02-26]. （原始内容存档于2012-11-05）.
- Heyman, Marshall. . New York Magazine. 2002-07-22  [2014-02-26]. （原始内容存档于2013-12-28）.
- Lawrence, Will. . Sunday Herald. 2008-09-27  [2014-02-26]. （原始内容存档于2013-09-21）.
- Kelly, Nick. . Irish Independent. 2008-07-25  [2014-02-26]. （原始内容存档于2018-11-06）.
- Lytal, Cristy. . Los Angeles Times. 2008-07-17  [2014-02-26]. （原始内容存档于2013-09-18）.
- Rees, Serena. . The Daily Telegraph. 2007-05-09  [2014-02-26]. （原始内容存档于2013-09-18）.
- Riggs, Jonathan. . Instinct Magazine. 2005-08-01  [2011-07-26]. （原始内容存档于2011-07-26）.
- Rosen, Alison.  (570). Time Out New York. 2006-08-31  [2014-02-26]. （原始内容存档于2014-01-17）.
- Schwartz, Missy. . Entertainment Weekly. 2006-07-28  [2014-02-26]. （原始内容存档于2013-06-17）.
- Snook, Raven.  (38). Time Out New York Kids. 2008-12-01  [2014-02-26]. （原始内容存档于2014-02-26）.
- Stewart, Sara. . New York Post. 2008-07-06  [2012-10-18]. （原始内容存档于2012-10-18）.
- Wolf, Jeanne. . Parade. 2008-07-11  [2014-02-26]. （原始内容存档于2014-02-26）.